# Necolio petiolatus
Necolio petiolatus là một loài tò vò trong họ Ichneumonidae.